# Murat Toptani
Murat Toptani też jako: Murad Toptani (ur. 14 marca 1867 w Akyace, zm. 11 lutego 1918 w Tiranie) - albański działacz narodowy, poeta i rzeźbiarz, jeden z sygnatariuszy deklaracji niepodległości Albanii z 1912 roku.

## Życiorys
Był synem działacza niepodległościowego Saida Toptaniego (internowanego przez władze osmańskie po likwidacji Ligi Prizreńskiej) i Czerkieski Hanifene. W dzieciństwie wraz z rodziną zamieszkał w Stambule, tam też uczył się w szkole założonej przez Brytyjczyków. W roku 1881 przyjechał po raz pierwszy do Tirany, gdzie znajdował się majątek jego rodziny. W Tiranie mieszkał przez dwa lata, po czym powrócił do Stambułu, gdzie uczył się w liceum Galatasaray. W 1895 poślubił Asije Frashēri i razem z nią przyjechał do Tirany, gdzie zajął się organizowaniem szkół albańskich. Za swoją działalność został w październiku 1897 internowany przez władze osmańskie i osadzony w Trypolisie. Po ucieczce z miejsca internowania Murat Toptani osiadł w Brindisi, gdzie pisał do prasy włoskiej o kwestii albańskiej. W tym czasie podróżował i nawiązywał kontakty z ośrodkami diaspory albańskiej we Włoszech, Belgii i w Rumunii. Po przyjeździe do Albanii w 1899 został aresztowany przez władze tureckie i internowany w miejscowości Konya, gdzie przebywał do roku 1908. 
Był jednym z autorów listu wysłanego 12 listopada 1912 z Durrësu do władcy Austro-Węgier Franciszka Józefa I z prośbą o wsparcie dla niepodległościowych działań Albańczyków. Był jednym z sygnatariuszy albańskiej deklarację niepodległości. Do 1914 zajmował się działalnością polityczną we władzach lokalnych Tirany. W 1914 jego dom i bibliotekę spalili zwolennicy Esada paszy Toptaniego, a sam Murat udał się na emigrację do Wiednia. Powrócił do Tirany w roku 1917, Rok później zmarł na atak serca, w czasie jazdy konnej.
Ze związku z Asije Frashëri miał trzech synów: Envera, Sherifa i Ibrahima. Pozostawił po sobie utwory poetyckie o tematyce patriotycznej, publikowane w czasopismach wydawanych przez diasporę albańską, a także rzeźby, w tym przechowywane w Narodowej Galerii Sztuki popiersie Skanderbega, powstałe w 1899.

## Pamięć
Imię Murata Toptaniego nosi jedna z ulic w centrum Tirany, a także szkoła w Tiranie.